# Fédération mondiale de taekwondo
La Fédération mondiale de taekwondo (en anglais : World Taekwondo ou WT ; précédemment nommée jusqu'en 2017 World Taekwondo Federation ou WTF) est l'unique fédération internationale officielle de régie du taekwondo. La  WT est la seule fédération de taekwondo membre du Comité international olympique (CIO).  Pour être une fédération internationale officielle il faut que ladite fédération soit reconnue à ce titre par l'Association générale des fédérations sportives internationales (AGFSI).
Il existe, cependant, plusieurs organismes qui prétendent être des fédérations internationales officielles de régie du taekwondo. (ex. l'International Taekwon-Do Federation (ITF) qui est scindée en 3 ITF en l'occurrences (ITF-A, ITF-C et ITF-K), UWTF, ITTF, etc.)
Elle a été fondée le 28 mai 1973 en Corée du Sud.

## Présentation

### Fédérations continentales
- Pan American Taekwondo Union (en) (PATU)
- Union européenne de taekwondo (ETU)
- Union africaine de taekwondo (AFTU)
- Asian Taekwondo Union (en) (ATU)
- Oceania Taekwondo Union (en) (OTU)

## Identité visuelle

Logo utilisé jusqu'en 2017.
Logo utilisé après 2017.